# Грибков Анатолій Іванович
Анатолій Іванович Грибков (нар. 23 березня 1919, Духове, Бобровського повіту Воронезької губернії, тепер Лискинського району Воронезької області, Російська Федерація — 12 лютого 2008, місто Москва) — радянський військовий діяч, командувач військ Ленінградського військового округу, начальник штабу Об'єднаних Збройних сил держав — учасниць Варшавського договору, генерал армії (29.10.1976). Кандидат у члени ЦК КПРС у 1976—1981 роках. Член ЦК КПРС у 1981—1989 роках. Депутат Верховної Ради СРСР 8—11-го скликань. Кандидат військових наук. Доктор історичних наук. Професор Російської Академії природничих наук.

## Життєпис
Народився в багатодітній селянській родині. У 1936 році закінчив сім класів школи селянської молоді. У 1938 році закінчив Тамбовський технікум механізації сільського господарства. Працював у колгоспі, потім механіком машинно-тракторної станції.
У Червоній армії з 1938 року. У грудні 1939 року закінчив Харківське бронетанкове училище імені Сталіна. Відразу направлений у діючу армію на фронт радянсько-фінської війни. Командував танковим взводом у складі п'яти танків Т-26. Воював в районі Кандалакші.
У 1940—1941 роках — помічник начальника штабу окремого танкового батальйону з розвідки Прибалтійського військового округу, служив в Латвійській РСР.
Член ВКП(б) з 1941 року.
Учасник німецько-радянської війни з червня 1941 року. З перших днів війни командував танковою ротою. У складі 127-ї танкової бригади брав участь в боях в Білорусії і Смоленської області. За особистим наказом командувача військ 16-ї армії генерал-майора Рокосовського у вересні 1941 року направлений на навчання до Військової академії імені Фрунзе (прискорений курс), яку закінчив в травні 1942 року. Під час навчання в жовтні 1941 року, при прориві ворогом радянського фронту, служив командиром розрахунку протитанкової гармати московського ополчення.
З травня 1942 року — представник Генерального штабу в 1-м танковому корпусі генерала Катукова на Брянському фронті. З жовтня 1942 року — представник Генерального штабу в 1-му механізованому корпусі генерала Соломатіна на Калінінському фронті. З 1944 року входив до робочої групи представника Ставки Верховного Головнокомандування маршала Василевського. З травня 1944 року — офіцер-оператор прибалтійського напрямку оперативного управління Генерального штабу.
Після війни служив у Генеральному штабі Збройних сил СРСР.
У 1951 році закінчив із золотою медаллю Військову академію Генерального штабу Збройних сил СРСР імені Ворошилова.
З березня 1952 року служив начальником відділу оперативної підготовки штабу Ленінградського військового округу, з січня 1956 року — начальником оперативного управління штабу Ленінградського військового округу.
З грудня 1959 по листопад 1960 року — начальник оперативного управління штабу Київського військового округу.
З листопада 1960 року — заступник начальника, з січня 1961 року — начальник оперативного управління головного оперативного управління Генерального штабу Збройних сил СРСР. У період Карибської кризи з жовтня по листопад 1962 року перебував на Кубі в якості представника міністра оборони СРСР на чолі оперативної групи радянських генералів і адміралів. Після врегулювання кризи деякий час займався підготовкою працівників кубинського Генерального штабу.
З грудня 1963 року — заступник начальника головного оперативного управління Генерального штабу.
З червня 1965 по грудень 1968 року — командувач військ 7-ї гвардійської армії Закавказького військового округу, яка дислокувалася в Вірменській РСР.
У грудні 1968 — січні 1973 року — 1-й заступник командувача військ Ленінградського військового округу. 
У січні 1973 — вересні 1976 року — командувач військ Ленінградського військового округу.
У 1975 і в 1978 роках закінчив Вищі академічні курси при Військовій академії Генерального штабу Збройних сил СРСР.
23 квітня 1976 — 24 січня 1989 року — 1-й заступник начальника Генерального штабу Збройних сил СРСР — начальник штабу Об'єднаних Збройних сил держав — учасниць Варшавського договору.
З січня 1989 року — військовий інспектор-радник Групи генеральних інспекторів Міністерства оборони СРСР.
З січня 1992 року — у відставці в Москві. Написав декілька книг мемуарного жанру: «На службі Радянського Союзу», «Доля Варшавського договору», «Операція «Анадир»», «Сповідь лейтенанта». «Зустрічі з полководцями».
Помер 12 лютого 2008 року. Похований в Москві на Троєкуровському цвинтарі.

## Військові звання
- полковник
- генерал-майор (18.02.1958)
- генерал-лейтенант (23.02.1963)
- генерал-полковник (15.12.1972)
- генерал армії (29.10.1976)

## Нагороди
- три ордени Леніна (1.10.1963, 22.03.1979, 19.02.1986)
- орден Жовтневої Революції (21.02.1974)
- два ордени Вітчизняної війни І ст. (6.06.1945, 11.03.1985)
- орден Вітчизняної війни ІІ ст. (16.05.1944)
- два ордени Червоного Прапора (17.05.1943, 22.02.1968)
- три ордени Червоної Зірки (9.08.1941, 23.02.1943, 30.04.1954)
- орден «За службу Батьківщині у Збройних Силах СРСР» ІІІ ст. (17.02.1976)
- орден «За заслуги перед Вітчизною» IV ст. (Російська Федерація) (6.05.2000)
- орден «Ернесто Че Гевара» (Куба)
- орден «Солідарність» (Куба, 1999)
- орден «Братство і єдність» (Югославія)
- медаль «За оборону Москви»
- медалі
- Почесний громадянин міста Ярцево Смоленської області
- Почесний громадянин міста Лиски Воронезької області
- Почесний громадянин Воронезької області